# Graphosoma
Graphosoma is een geslacht van wantsen uit de familie schildwantsen (Pentatomidae). Het geslacht werd voor het eerst wetenschappelijk beschreven door Francis de Laporte de Castelnau in 1833.

## Soorten
Het genus bevat de volgende soorten:

- Graphosoma alkani Lodos, 1959
- Graphosoma rubrolineatum (Westwood, 1837)

Subgenus Graphosoma Laporte, 1833
- Graphosoma consimile Horváth, 1903
- Graphosoma creticum Horváth, 1909
- Graphosoma interruptum White, 1839
- Graphosoma italicum (O. F. Müller, 1766)
- Graphosoma lineatum (Linnaeus, 1758)
- Graphosoma melanoxanthum Horvath, 1903
- Graphosoma semipunctatum (Fabricius, 1775)
- Graphosoma stali Horváth, 1881

Subgenus Graphosomella Carapezza & Jindra, 2008
- Graphosoma inexpectatum Carapezza & Jindra, 2008